# Cafè torrefacte
El cafè torrefacte és una varietat de cafè que s'obté després de sotmetre al gra a un procés concret de torrat, que inclou afegir-hi sucre.
Aquest procés consisteix a posar una quantitat concreta de sucre, (fins a un màxim del 15%) durant el torrat. Fins a arribar a temperatures properes als 200 °C, el sucre es caramel·litza i s'adhereix al cafè. Per això els grans brillen especialment més que els grans que no s'han sotmès al procés.
Aquesta tècnica de torrat es desenvolupà per la creença que permetia mantenir durant més temps els aromes i el sabor natural del cafè. Avui en dia està comprovat que no és així, sinó que l'efecte és l'oposat; tot i que sí que afavoreix que el gust del cafè de màquina siga més dolç i menys amarg que sense el procés. Aquesta pràctica és usual principalment i gairebé exclusivament a Espanya, França, Portugal, Costa Rica i Argentina, i és pràcticament desconeguda a la resta del món.